# Vlajka Organizace spojených národů

Vlajka OSN
Poměr stran: 2:3 nebo 3:5

Emblém OSN

Vlajka Organizace spojených národů byla oficiálně přijata 20. října 1947. Má světle modrý list, v jehož středu je bílý emblém OSN – zjednodušená mapa světa mezi severním pólem a 60° j.š. ve vyrovnávacím azimuátálním zobrazení v normální poloze, která má zakresleny siluety všech obydlených kontinentů. Kolem jsou dvě olivové ratolesti symbolizující mír.
Poměr stran listu je stanoven na 2:3 nebo 3:5, může však mít i poměr shodný s vlajkou země s kterou se vyvěšuje nebo kde se užívá.

## Vlajky odborných organizací OSN
Seznam není úplný, chybí vlajky ITU	- Mezinárodní telekomunikační unie, UNICEF – Dětského fondu OSN a dalších organizací, které ale mají svá loga.

IAEA – Mezinárodní agentura pro atomovou energii
ICAO – Mezinárodní organizace pro civilní letectví
ILO – Mezinárodní organizace práce
IMO – Mezinárodní námořní organizace
UNESCO – Organizace OSN pro vzdělání, vědu a kulturu
UPU – Světová poštovní unie
WHO – Světová zdravotnická organizace
WMO – Světová meteorologická organizace

## Další vlajky

Čestná vlajka OSN, symbol spojenců (1943–1948) Poměr stran: 3:5
Návrh vlajky OSN (1947)
Návrh vlajky UNPA – zatím neschváleného Parlamentu OSN